# Mauricio Kattan
Faud Mauricio Kattan  Shemmessian (ur. 25 października 1942, zm. 26 sierpnia 2020) – boliwijski strzelec.

## Kariera
Startował w Letnich Igrzyskach Olimpijskich 1984 w konkurencji skeetu, zawody ukończył na 64. miejscu.